# マダム・アレクサンダー・ドール
マダム・アレクサンダー・ドール (Madame Alexander Doll) はアメリカ、アレクサンダー・ドール・カンパニー (Alexander Doll Company) のハードプラスチック製着せ替え人形の総称。すべて手作業で作られ、技術と品質の高さで知られている。
8 インチサイズ、スリープアイの『ウェンディ』が有名で、単にマダム・アレクサンダー・ドールという場合はウェンディを指すことが多い。
年 2 回のペースで新作が発売される。

## 製品

### 21 インチ
- シシー (Cissy) - 成人女性をモデルに作られた人形。

### 16 インチ
- アレックス (Alex) - ファッション雑誌の編集者という設定を持った一連の人形。

### 10 インチ
- シセット (Cissette) - ティーンエイジャーをモデルに作られた人形。

### 8 インチ
五頭身、スリープアイの人形。
- ウェンディ (Wendy) - 口角が下がっているタイプ。
- マギー (Maggie) - 口角が上がっており、笑っているように見えるタイプ。